# Курячий переслідувач
Курячий переслідувач (англ. Chicken Chaser) — американська короткометражна кінокомедія Роско Арбакла 1914 року.

## У ролях
- Роско ’Товстун’ Арбакл — найнятий чоловік
- Чарльз Ейвері — шериф
- Едвард Ф. Клайн — поліцейський
- Ґордон Ґріффіт
- Вільям Хаубер — поліцейський
- Руб Міллер — поліцейський